# Rex (Vorname)
Rex ist ein  meist männlicher Vorname.

## Herkunft und Bedeutung
Das Wort lateinisch Rex heißt ‚König‘, es kommen aber auch Kurzformen zu Namen wie Reginus (in derselben Bedeutung) oder Reginald in Betracht.

## Verbreitung
Primär im angelsächsischen, im deutschsprachigen Raum anglizistisch (Vorname mit amerikanischem Flair), daher auch für Künstlernamen.
Daneben auch sehr verbreiteter Name für Hunde. Die Verwendung des Namens dürfte darin liegen, dass er als Kurzwort mit Vokal und Aspirant in der Syntax von Kommandos wie Sitz und Platz liegt, und vom Hund als solches erkannt wird, ähnlich wie andere klassische Namen wie Hasso – so gilt er denn als typischer Schäferhundname. Die Beliebtheit des Namens nimmt heute aber deutlich ab.

## Bekannte Namensträger
- Rex the Dog (* 1974), britischer Produzent von elektronischer Musik
- Rex Andrew Alarcon (* 1970), philippinischer Geistlicher und römisch-katholischer Erzbischof
- Rex Allen (1920–1999), US-amerikanischer Country-Sänger und Schauspieler
- Rex Aubrey (1935–2021), australischer Schwimmer
- Rex Austin (1931–2022), neuseeländischer Politiker (National Party)
- Rex Beach (1877–1949), US-amerikanischer Jurist, Schriftsteller, Bühnenautor und Wasserballspieler
- Rex Bell (1903–1962), US-amerikanischer Schauspieler und Politiker
- Rex Brown (* 1964), US-amerikanischer Metal-Bassist
- Rex Browning (1930–2009), britischer Verwaltungsbeamter und Diplomat
- Rex Burkhead (* 1990), US-amerikanischer American-Football-Spieler
- Rex Cawley (1940–2022), US-amerikanischer Leichtathlet
- Rex Chandler (* 1966), US-amerikanischer Pornodarsteller
- Rex Downing (1925–2020), US-amerikanischer Schauspieler
- Rex Everhart (1920–2000), US-amerikanischer Theater-, Fernseh- und Filmschauspieler
- Rex Geveden (* 1962), US-amerikanischer Physiker und Ingenieur
- Rex Gildo (1936–1999), deutscher Schlagersänger
- Rex Griffin (1912–1958), US-amerikanischer Old-Time- und Country-Musiker
- Rex Grossman (* 1980), US-amerikanischer American-Football-Spieler
- Rex Harrison (1908–1990), britischer Schauspieler
- Rex Hartwig (1929–2022), australischer Tennisspieler
- Rex Hedrick (* 1988), australischer Squashspieler
- Rex Ingram (1892–1950), US-amerikanischer Filmregisseur irischer Herkunft
- Rex Ingram (1895–1969), US-amerikanischer Schauspieler
- Rex Joswig (* 1962), deutscher Musiker und Radiomoderator
- Rex Layne (1928–2000), US-amerikanischer Boxer
- Rex Lee (* 1969), US-amerikanischer Schauspieler
- Rex E. Lee (1935–1996), US-amerikanischer Jurist und United States Solicitor General
- Rex Linn (* 1956), US-amerikanischer Schauspieler
- Rex Mason (1885–1975), neuseeländischer Politiker (New Zealand Labour Party)
- Rex Maxon (1892–1973), US-amerikanischer Comiczeichner
- Rex Nettleford (1933–2010), jamaikanischer Kulturwissenschaftler, Hochschullehrer und Choreograph
- Rex Piano, US-amerikanischer Regisseur und Filmproduzent
- Rex Porter (* 1932), britischer Stabhochspringer
- Rex Raab (1914–2004), britischer Architekt und Anthroposoph
- Rex Ramirez (* 1967), philippinischer Geistlicher und römisch-katholischer Bischof
- Rex Reason (1928–2015), US-amerikanischer Schauspieler
- Rex Reed (* 1938), US-amerikanischer Filmkritiker, Fernsehmoderator und Schauspieler
- Rex Rice (1918–2004), US-amerikanischer Computeringenieur
- Rex Edward Richards (1922–2019), britischer Chemiker
- Rex Roe (1925–2002), britischer General der Royal Air Force
- Rex Sellers (* 1950), neuseeländischer Segler
- Rex Smith (* 1955), US-amerikanischer Sänger und Schauspieler
- Rex Stewart (1907–1967), US-amerikanischer Jazzkornettist
- Rex Stout (1886–1975), US-amerikanischer Schriftsteller
- Rex Terry (1888–1964), US-amerikanischer Politiker
- Rex Tillerson (* 1952), US-amerikanischer Manager und ehemaliger Außenminister
- Reginald Waite (1901–1975), britischer Offizier der Royal Air Force
- Rex J. Walheim (* 1962), US-amerikanischer Astronaut
- Rex Warner (1905–1986), britischer Schriftsteller, Philologe und Übersetzer
- Rex Weyler (* 1947), US-amerikanisch-kanadischer Ökologe, Autor, Journalist und Greenpeace-Aktivist
- Rex Whistler (1905–1944), englischer Maler, Designer und Illustrator
- Rex White (1929–2025), US-amerikanischer NASCAR-Rennfahrer
- Rex Whitlock (1910–1982), britischer Geher
- Rex Williams (* 1933), englischer Snooker- und English-Billiards-Profispieler
- Rex Wimpy (1899–1972), US-amerikanischer Spezialeffektkünstler, Kameramann und Fotograf

### Fiktive Namensträger
- Kommissar Rex, fiktiver Polizeihund in der gleichnamigen österreichischen Fernsehserie
- Rex Corda, Titelheld einer deutschen Science-Fiction-Serie der 1960er Jahre